# Euphorbia parishii
Euphorbia parishii — вид рослин із родини молочайних (Euphorbiaceae), зростає на північному заході Мексики й південному заході США.

## Опис
Це багаторічна трава або напівкущик. Кореневище потовщене й часто дерев'янисте. Стебла голі, розпростерті, іноді утворюють густі купини, 8–50 см. Листки супротивні; прилистки чіткі, шилоподібно-ниткоподібні; ніжка 0.3–1.2 мм; пластини яйцеподібні, рідше довгасті, 2–7 × 1–5 мм, основа зазвичай асиметрична, краї цілі, верхівка зазвичай тупа, рідко гостра, поверхні голі; помітна лише середня жилка. Циатій одинарний, пазушний. Період цвітіння: літо. Коробочка від яйцеподібної до сплюснуто-яйцеподібної, 1.6–1.7 × 1.6–1.9 мм, гола. Насіння від білуватого до світло-коричневого кольору, яйцеподібне, чотирикутне в перетині, 1.2–1.4 × 0.6–0.8 мм, зморшкувате або з нечіткими, неправильними, низькими поперечними хребтами.

## Поширення
зростає на північному заході Мексики й південному заході США (Каліфорнія, Невада). Населяє пустельні чагарники, порушені узбіччя доріг, кам'янисті ґрунти, сухі піщані луки на висотах 0–600 метрів.